# Дреццо
Дреццо (итал. Drezzo) — коммуна в Италии, находится в регионе Ломбардия, в провинции Комо.
Население составляет 994 человека (2008), плотность населения составляет 994 чел./км². Занимает площадь 1 км². Почтовый индекс — 22020. Телефонный код — 031.
Покровителем коммуны почитается святой Себастьян, празднование 20 января.

## Демография
Динамика населения:

## Города-побратимы
- Опатов, Чехия (2004)

## Администрация коммуны
- Официальный сайт: https://web.archive.org/web/20171108162735/http://www.comune.drezzo.co.it/